# Рогозки (Черниговская область)
Рого́зки (укр. Рогізки) — село в Сновском районе Черниговской области Украины. Население 999 человек. Занимает площадь 0,48 км².
Код КОАТУУ: 7425885501. Почтовый индекс: 15253. Телефонный код: +380 4654.

## Власть
Орган местного самоуправления — Рогозковский сельский совет. Почтовый адрес: 15253, Черниговская обл., Сновский р-н, с. Рогозки, ул. Центральная, 1а.